# Grammy Award du compositeur de l'année
Le Grammy Award du compositeur de l'année (Songwriter of the Year, Non-Classical) est une récompense décernée lors des cérémonies annuelles des Grammy Awards décernée au meilleur compositeur.

## Lauréats
| Année | Compositeur      |
| ----- | ---------------- |
| 2023  | Tobias Jesso Jr. |
| 2024  | Theron Thomas    |
| 2025  | Amy Allen        |